# Pachyiulus domesticus
Pachyiulus domesticus är en mångfotingart som först beskrevs av Carl Graf Attems 1909.  Pachyiulus domesticus ingår i släktet Pachyiulus och familjen kejsardubbelfotingar. Inga underarter finns listade i Catalogue of Life.